# Estación Polledo
Polledo era una estación ferroviaria ubicada en la localidad homónima, en el Departamento Gobernador Dupuy, Provincia de San Luis, Argentina.

## Historia
La estación fue inaugurada en 1907 por el Ferrocarril del Oeste. En 1948 pasó a formar parte del Ferrocarril Domingo Faustino Sarmiento. Fue clausurada para todo tipo de servicios el 5 de agosto de 1977.